# Madame Soleil
Pour les articles homonymes, voir Moritz, Soleil et Madame Solario.
 (novembre 2016).
Si vous disposez d'ouvrages ou d'articles de référence ou si vous connaissez des sites web de qualité traitant du thème abordé ici, merci de compléter l'article en donnant les références utiles à sa vérifiabilité et en les liant à la section « Notes et références ».
Madame Soleil, née Germaine Lucie Soleil le 18 juillet 1913 dans le 12e arrondissement de Paris et morte le 27 octobre 1996 à Levallois-Perret, est une astrologue française.

## Biographie

### Famille
Elle est la fille de Marius et Germaine Soleil et l'aînée d'une fratrie de quatre enfants (ses deux sœurs Gisèle et Suzanne et son frère Maurice).

### Carrière
À vingt ans, Germaine Soleil est secrétaire d'Alexandre Stavisky.
Elle se fait connaître dans les milieux mondains en ouvrant un cabinet d'astrologie où elle prétend prédire l'avenir à des politiciens et d'autres personnalités. Le président français Georges Pompidou y fait même allusion en répondant à un journaliste lors d'une conférence de presse : « Je ne suis pas Madame Soleil ! ». Un de ses clients, Lucien Morisse, lui propose de faire une émission quotidienne d'une heure en direct et le 14 septembre 1970, elle lance son émission sur Europe 1 où elle répond en direct aux questions que se posent les auditeurs sur leur avenir. Elle anime aussi chaque matin l'horoscope d'Europe 1 pendant vingt-trois ans jusqu'en septembre 1993,.
À la fin des années 1980, elle participe notamment à la célèbre émission dominicale de Jacques Martin Le monde est à vous, en tant que voyante-astrologue. Madame Soleil est également l'astrologue attitrée du Club Dorothée sur TF1, entre 1988 et 1994. Elle fait une courte apparition dans la comédie musicale de Dorothée : Le cadeau de Noël. Elle participe au salon de voyance dont les bénéfices étaient reversés à l'association de Coluche Les Restos du cœur à Orléans, à la fin des années 1980.

### Mort
Elle meurt à 83 ans le 27 octobre 1996 et est inhumée au cimetière de Levallois-Perret (Hauts-de-Seine). Même après sa mort, des publicités pour son minitel 3615 (code) Soleil passent sur les chaînes télévisées françaises.

### Vie privée
Elle se marie en 1935 avec Gaston Fargeas, avec qui elle a deux garçons et deux filles. Devenue veuve en 1985, elle se remarie en 1991 avec René Moritz.[réf. nécessaire]
Elle vit également une histoire d'amour avec André Roussia, médecin qui habite dans le même immeuble place du Commerce dans le 15ème arrondissement de Paris.[réf. nécessaire]

#### Ouvrages de Madame Soleil
- Germaine Soleil et Liliane Lamoyer, Le Cœur dans les Étoiles, Éditions Desclée de Brouwer, 1985, 239 p. (ISBN 978-2-220-02582-7)
- Germaine Soleil, Le grand livre de l'astrologie 1986, Éditions Carrère-Michel Lafon, 1986

#### Ouvrages critiques sur Madame Soleil
- Yves Thieffry, L'astrologie dans la société contemporaine, Éditions Le Centurion, 1977.